# Franz Oppenheimer

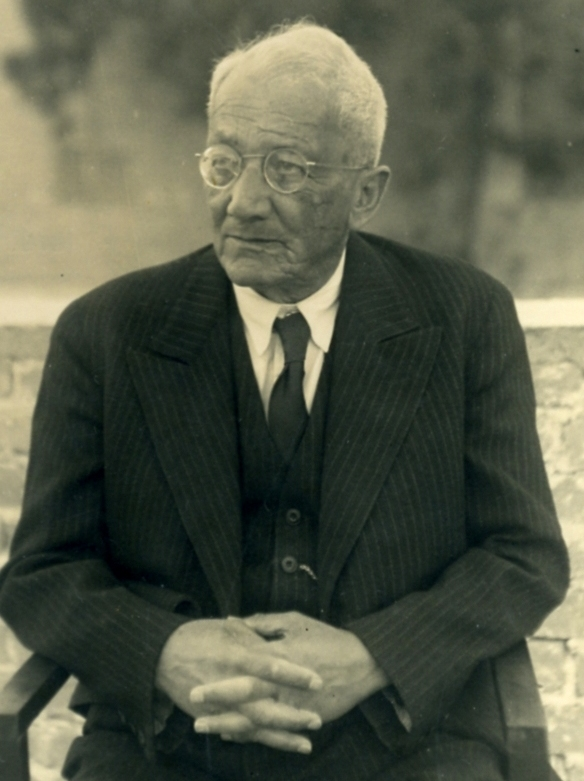
Franz Oppenheimer

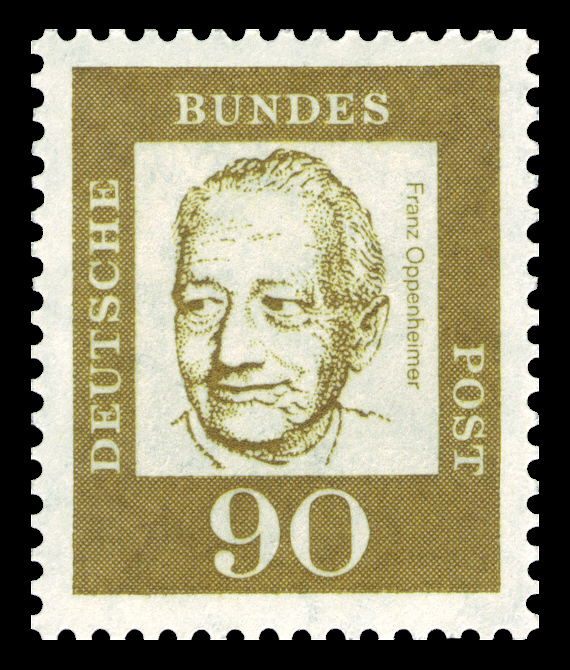
Briefmarke der Deutschen Bundespost (1961) aus der Serie Bedeutende Deutsche. Oppenheimer war, von seinem akademischen Schüler Ludwig Erhard als Bundeskanzler durchgesetzt, bis zur Max-Weber-Briefmarke von 2014 der einzige Soziologe, der auf einer deutschen Briefmarke erschien.

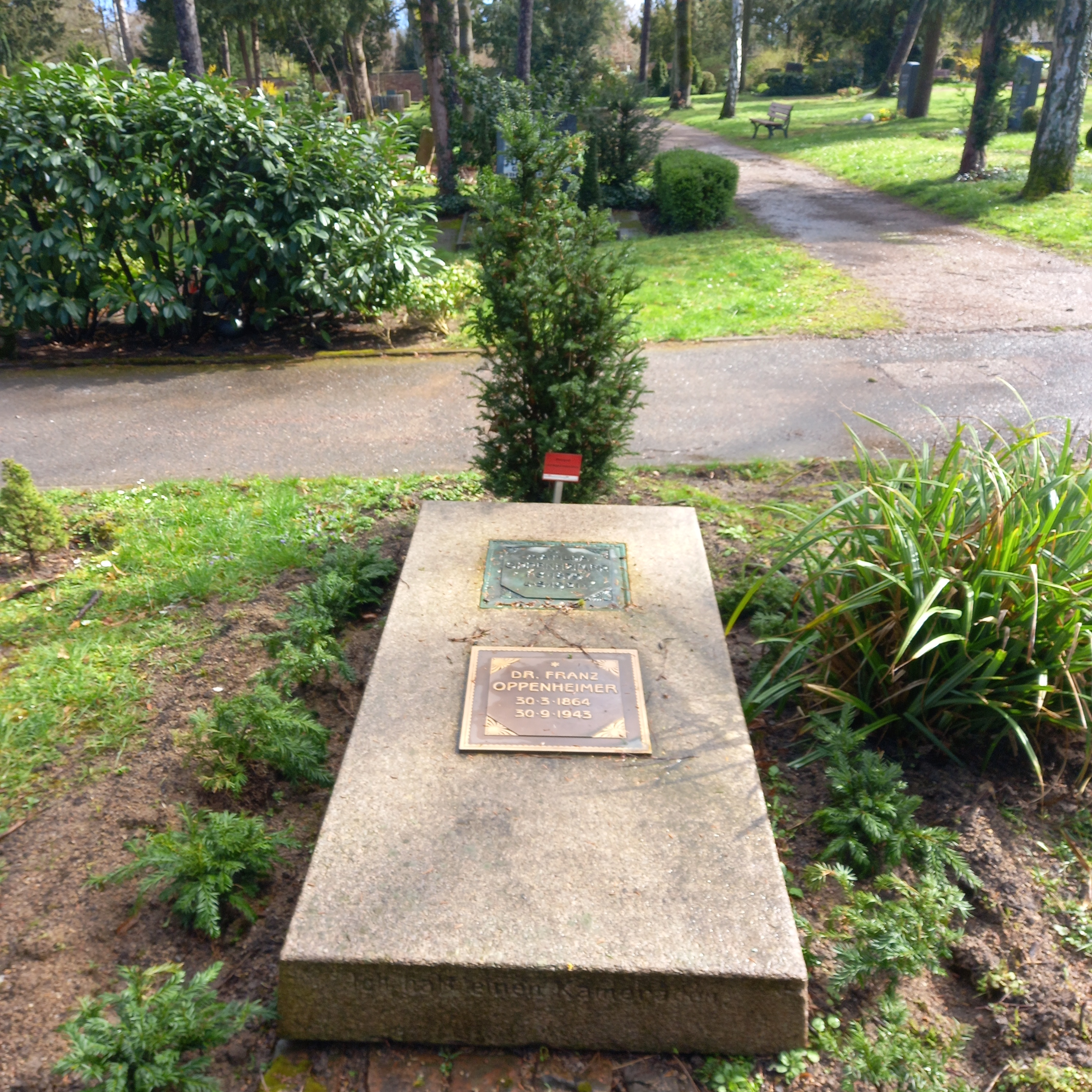
Das Grab von Franz Oppenheimer und seiner Ehefrau Matilda geborene Horn auf dem Südfriedhof (Frankfurt am Main)

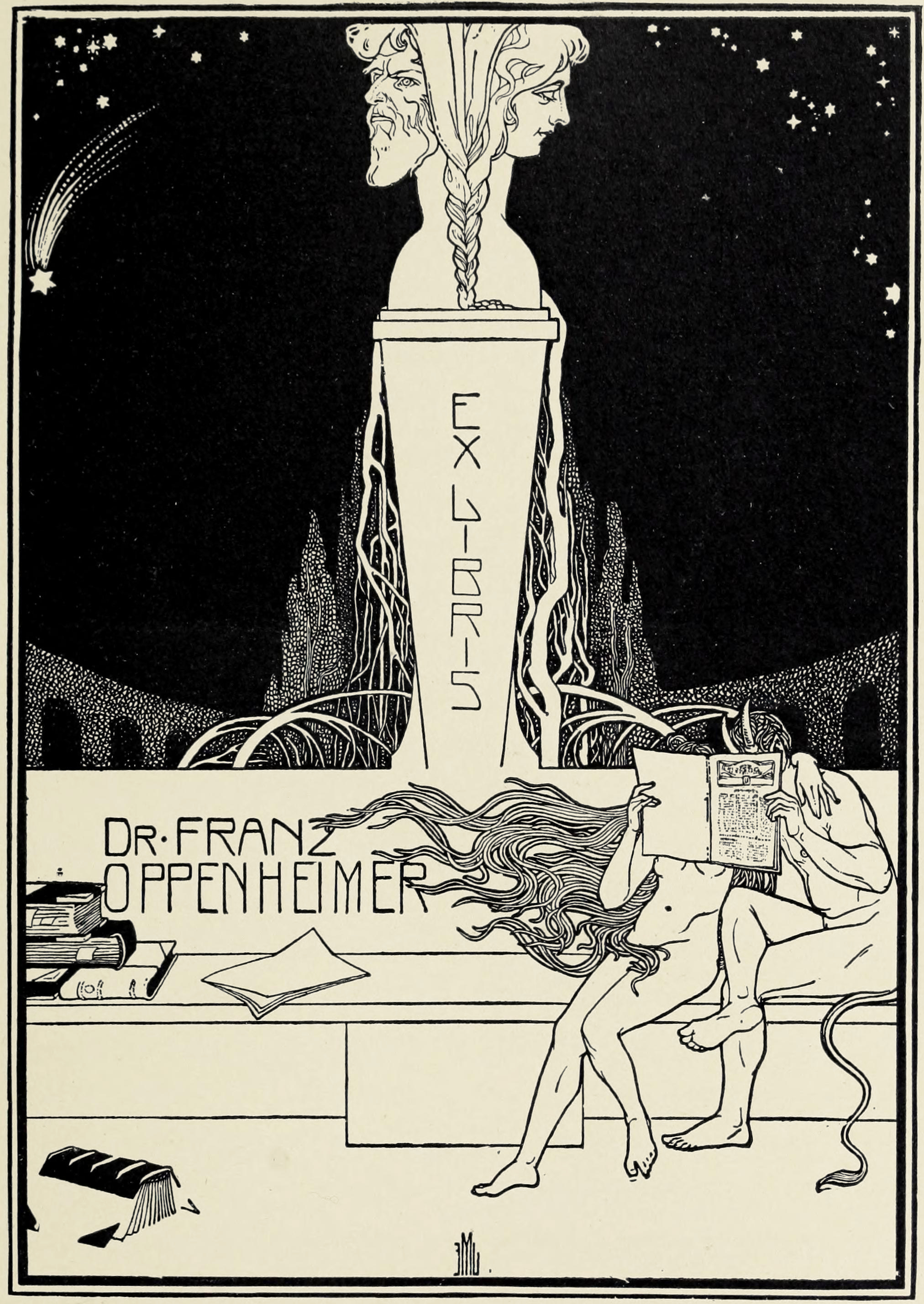
Ephraim Moses Lilien: Ex Libris Dr. Franz Oppenheimer (1908)

Franz Oppenheimer (geboren am 30. März 1864 in Berlin; gestorben am 30. September 1943 in Los Angeles) war ein deutscher Arzt, Soziologe und Nationalökonom, der sich auch für den Zionismus einsetzte. Er gilt als wichtiger Wegbereiter der Sozialen Marktwirtschaft.

## Leben
Franz Oppenheimer wurde als drittes Kind der Lehrerin Antonie Oppenheimer, geb. Davidson, und des Rabbiners der jüdischen Reformgemeinde Berlin Julius Oppenheimer (gest. 1909) geboren. Er war ein Bruder des Biochemikers Carl Oppenheimer und der Schriftstellerin Paula Dehmel.
Nach seinem Studium der Medizin an der Albert-Ludwigs-Universität Freiburg und der Friedrich-Wilhelms-Universität Berlin promovierte er 1885 bei Paul Ehrlich in Medizin. Während seines Studiums wurde er 1881 Mitglied der Burschenschaft Alemannia Freiburg und 1882 der Burschenschaft Hevellia Berlin. Aus der gemeinsamen Mitgliedschaft in der Hevellia ergab sich auch die enge Freundschaft zu seinem späteren Schwager Richard Dehmel. Oppenheimer genoss unter den Burschenschaftern Berlins den Ruf als gefürchteter Mensurfechter, trat aber 1885 aus der Hevellia aus, nachdem sie antisemitische Restriktionen bei der Mitgliederaufnahme eingeführt hatte.
Nach Abschluss seines Studiums war er bis 1895 als praktischer Arzt in einem Armenviertel Berlins tätig. Nebenbei beschäftigte er sich ab 1890 mit sozialpolitischen Fragestellungen und wurde zunehmend publizistisch tätig. Als Chefredakteur der Welt am Montag arbeitete er im selben Gebäude wie Friedrich Naumann, den er dort kennenlernte und der dort Die Hilfe herausgab. 1896 veröffentlichte Oppenheimer seine erste wissenschaftliche Arbeit, Die Siedlungsgenossenschaft. In ihr findet sich das bis heute bekannte Oppenheimersche Transformationsgesetz. 1902 gehörte er zur „Neuen Gemeinschaft“ um Heinrich Hart in Berlin-Friedrichshagen und zum Ausschuss der „Deutschen Gartenstadtgesellschaft“ um u. a. Wilhelm Bölsche.
Am 3. Januar 1909 war er in Berlin unter den Mitbegründern der Deutschen Gesellschaft für Soziologie. Im gleichen Jahr promovierte er in Kiel mit einer Arbeit über David Ricardo zum Dr. phil. Von 1909 bis 1917 war Oppenheimer Privatdozent in Berlin, anschließend für zwei Jahre Titularprofessor. 1919 nahm er einen Ruf auf den von Frankfurter Kaufleuten, unter anderem Karl Kotzenberg, gestifteten Lehrstuhl für Soziologie und theoretische Nationalökonomie an der Universität Frankfurt an. Diese erste Soziologie-Professur Deutschlands hatte er bis 1929 inne. Sein Nachfolger wurde Karl Mannheim.
Von 1934 bis 1935 lehrte Oppenheimer in Palästina. 1936 wurde er zum Ehrenmitglied der American Sociological Association ernannt. Im Januar 1939 gelang Oppenheimer mit seiner Tochter die Ausreise nach Japan, wo er an der Keiō-Universität in Tokio einen Lehrauftrag hatte, den er jedoch nicht ausüben konnte, weil das Kulturabkommen zwischen dem nationalsozialistischen Deutschland und Japan die Beschäftigung von jedem verbot, der den Nationalsozialisten missfiel. Obgleich Inhaber eines Non-Quota-Visums, wurde ihm die Aufenthaltserlaubnis in Japan wieder entzogen. Er musste es verlassen und ging bis 1940 nach Shanghai. Von dort aus emigrierte Oppenheimer in die USA und ließ sich in Los Angeles nieder, wo bereits seine jüngere Schwester Elise Steindorff, die Frau Georg Steindorffs, wohnte. 1941 war Oppenheimer Gründungsmitglied des American Journal of Economics and Sociology. Er schrieb noch mehrere Bücher in englischer Sprache, die bis heute unveröffentlicht sind.
Oppenheimer war in erster Ehe von 1890 bis 1913 mit Amalie Martha Oppenheim  und in zweiter Ehe ab 1916 mit Mathilda Hanna Horn, geb. Holl, verheiratet. Eine Tochter, Eva, und zwei Söhne, Ludwig (Yehuda) und Heinz Reinhard (Hillel), entstammten der ersten Ehe. Die Tochter Renata Ellen, das einzige Kind aus zweiter Ehe, heiratete den Schauspieler Ernest Lenart.
Franz Oppenheimer starb am 30. September 1943 in Los Angeles. Seine Urne wurde am 21. Mai 2007 in ein Ehrengrab auf dem Frankfurter Südfriedhof überführt.

## Wissenschaftliches Werk
Bei Oppenheimer, an den Methoden der naturwissenschaftlichen Forschung geschult, findet man zahlreiche Versuche, ähnlich strenge Gesetzes-Aussagen in den Sozial- und Wirtschaftswissenschaften herauszuarbeiten. Auf über 1200 Seiten wird in Band IV vom System der Soziologie eine soziologisch geprägte historische Abhandlung der Sozial- und Wirtschaftsgeschichte Europas von der Völkerwanderung bis zur Gegenwart angeboten, die sich nicht auf die für Historiker übliche Darstellung bekannter Fakten beschränkt, sondern eine Erklärung der Zusammenhänge auf der Basis immer gleicher sozialer Gesetzmäßigkeiten versucht. Seine zentralen soziologischen Thesen über den Staat fanden weltweit Beachtung und wurden in mindestens zehn Sprachen übersetzt. Auf dem Weg über Albert Jay Nocks Our enemy, the state (1935) beeinflussten Oppenheimers Thesen zumindest radikal-liberale und anarchistische Denker nachweislich, obgleich Oppenheimer selber als liberaler Sozialist eher andere Schlüsse zog.
Gute Theorien und Theoretiker erkennt man nach Oppenheimer an ihren Prognosen. Richtig erkannte soziale Gesetze ermöglichen richtige Vorhersagen zukünftiger Entwicklungen. Entsprechend hat sich Oppenheimer in seinem utopischen Roman Sprung über ein Jahrhundert (1932) weiter vorgewagt als jeder andere Gesellschaftswissenschaftler seiner Zeit.
1932 bereits sah er atomare Waffen kommen, deren Vernichtungskraft so gewaltig sein würde, dass die Völker keine Kriege mehr gegeneinander wagen würden. Als andere noch den Erbfeind Frankreich zum Nachbarn wähnten, schilderte er für das Jahr 2032 ein geeintes, grenzenloses Europa mit vorwiegend überschaubaren, regionalen Verwaltungen. Er sah, während die Welt ihre schwerste Wirtschaftskrise erlebte, eine Gesellschaftswirtschaft voraus, die keine Krisen mehr kennen würde und in der vor allem freie, selbständige Menschen ihre Arbeit genossenschaftlich geeint organisieren würden. Drei Jahre bevor in Deutschland überhaupt der erste Fernsehsender auf Sendung ging, prognostizierte er, dass im Jahre 2032 ein Bildtelefon in jedem Haushalt stehen würde und lautlose (Elektro-)Fahrzeuge in damals unvorstellbarer Zahl über gut ausgebaute Straßen gleiten würden.

### Staatstheorie
Nach Oppenheimer gibt es drei staatstheoretische Quellen:
- die Philosophie befasst sich mit dem Staat, so wie er sein sollte,
- der Jurist befasst sich mit der äußeren Form des Staates und
- die Soziologie mit dem Inhalt, dem Leben der Staatsgesellschaft.[4]

Die von Oppenheimer weiter entwickelte soziologische Staatsidee geht zurück auf Gerrard Winstanley (1609–1676) und Henri de Saint-Simon (1760–1825). Danach zeigt die Geschichtsforschung, dass jeder Staat „seiner Entstehung nach ganz und seinem Wesen nach auf seinen ersten Daseinsstufen fast ganz eine gesellschaftliche Einrichtung (ist), die von einer siegreichen Menschengruppe einer besiegten Menschengruppe aufgezwungen wurde mit dem einzigen Zwecke, die Herrschaft der ersten über die letzte zu regeln und gegen innere Aufstände und äußere Angriffe zu sichern. Und die Herrschaft hatte keinerlei andere Endabsicht als die ökonomische Ausbeutung der Besiegten durch die Sieger. Kein primitiver ‚Staat‘ der Weltgeschichte ist anders entstanden …“.
„Jeder Staat der Vergangenheit und Geschichte, dem dieser Name unbestritten zukommt, jeder Staat vor allem, der in seiner Entwicklung zu höheren Stufen der Macht, der Größe und des Reichtums weltgeschichtlich bedeutsam geworden ist, war oder ist ein Klassenstaat, das heißt eine Hierarchie von einander über- und untergeordneten Schichten oder Klassen mit verschiedenem Recht und verschiedenem Einkommen.“
„Der unversöhnliche Zwiespalt der Theorien vom Staate erklären sich daraus, dass keine von ihnen vom soziologischen Gesichtspunkte aus entstanden ist. Der Staat ist ein universalgeschichtliches Objekt und kann nur durch breit spannende universalgeschichtliche Betrachtung in seinem Wesen erkannt werden. Diesen Weg (…) hat bisher, außer der soziologischen, keine Staatstheorie beschritten. Sie alle sind als Klassentheorien entstanden.“ (Gesammelte Schriften, Bd. 2, S. 312)
„Man kann den Staat auffassen als eine ökonomische Kollektivperson der herrschenden Klasse, die sich die Arbeitskraft der Untertanen als »Wertding« beschafft hat.“ (Oppenheimer, Das Kapital, S. 84)
„Die ‚Ursprungsnorm‘ dieser Verfassung lautet: Ihr sollt uns unentgolten steuern; zu dem Zwecke habt ihr zu gehorchen, wenn wir befehlen, sonst trifft euch die Sanktion, die uns beliebt.“ (Oppenheimer, System der Soziologie, Bd. II, S. 308)

### Demokratietheorie
Kulturelles Erbe der Menschheit aus den Jahrtausenden ist die Beherrschung der Massen durch wenige (Oligokratie) oder einzelne (Monokratie). Demgegenüber war die Demokratie ursprünglich weder eine Weltanschauung, Theorie oder Ideal, sondern eine Reaktion auf die Oligokratie, mit der sie sich bis heute im Kampf befindet. Der Begriff Demokratie drückt den Anspruch auf Mitherrschaft des Volkes (Demos) aus, aber ist theoretisch unscharf, da ein Anschwellen der Mitregierung auf breiter Basis logisch die ausgeübte Herrschaft (Kratie) der Minderheiten zurückdrängt.
Was aber soll das Wort Volks-Herrschaft bedeuten? „Herrschaft war nie etwas anderes als die rechtliche Form einer wirtschaftlichen Ausbeutung.“ „Da man nun die ‚Herrschaft über sich selbst‘ nicht dazu gebrauchen kann, sich selber auszubeuten, (…) so ist damit bewiesen, dass bei voller Verwirklichung der Demokratie die Demokratie aufhört, Kratie zu sein, und - Akratie wird.“
Eine Akratie ist nach Oppenheimer „das Ideal einer von jeder wirtschaftlichen Ausbeutung erlösten Gesellschaft“. Die politische Aufhebung der Klassengesellschaft setzt ihre ökonomische Überwindung voraus. Alle Schwächen der Demokratie erwachsen aus den oligokratischen Resten vordemokratischer Zeiten.

### Soziologie
Entsprechend der wissenschaftstheoretischen Auffassung Oppenheimers ist es Aufgabe der Soziologie, die Bewegungsgesetze der Gesellschaft als Erkenntnisgegenstand so zu erforschen, wie vergleichsweise Naturwissenschaftler die Zusammenhänge in der Natur erforschen. Alle Phänomene haben einen (Hinter-)Grund, den es zu erkennen gilt. Wie sein engster Freund Leonard Nelson praktizierte Oppenheimer in seinem Seminar und im Freundeskreis das sokratische Gespräch als Methode zur Gewinnung von Erkenntnis. Warum wissen wir das, was wir zu wissen glauben, und wie gewiss ist dieses Wissen?
Schnell wird man feststellen, dass vieles von dem, was man zu wissen glaubt, nicht durch eigene Anschauung, sondern übernommene Überlieferung zustande gekommen ist. Der Soziologe weiß, dass geäußerte Sichtweisen häufig eng mit den verfolgten Interessen der sozialen Bezugsgruppe verknüpft sind. Diese Bezugsgruppen wiederum haben die Macht gegenüber ihren Mitgliedern, alle Gedankenäußerungen zu unterbinden, die dem Interesse der Gruppe zuwiderlaufen. Aber auch zweckdienlich erachtete Lügen werden gerne ohne moralische Bedenken verbreitet, wenn das schwerwiegende existentielle Interesse einer Gruppe dies gebietet. So entstehen Denknormen und Denkblockaden in jedem Suchenden selbst und in der zu untersuchenden Gesellschaft, die den Suchenden als soziales Medium umgibt. Würde man als Suchender nun ausschließlich den sozialen Imperativen der Gesellschaft folgen, gäbe es nichts mehr zu erkennen und bestünde das Tun in reiner Beschreibung und Rechtfertigung dessen, was so ist, wie es ist. Es bedarf entsprechend eines methodischen Bruchs mit den Normen, damit das sozial Undenkbare als Idee denkbar wird und anschließend empirisch auf seinen Wahrheitsgehalt überprüft werden kann.
Oppenheimer folgend muss ein Mensch gelernt haben, dort zu zweifeln und zu fragen, wo es die Norm verbietet, wenn er den Beruf des Soziologen ergreifen und zu relevanter Erkenntnis der ihn umgebenden Gesellschaft gelangen will. Entsprechend praktizierte Oppenheimer in Berlin und ab 1919 als Ordinarius an der Universität Frankfurt am Main eine kritische Soziologie des Wissens in der Ausbildung seiner Studenten. Bedauerlicherweise hat es sein Nachfolger im Amt, Karl Mannheim, der später als Begründer der Wissenssoziologie zu Ruhm gelangte, stets vermieden, darauf hinzuweisen, dass die von ihm vertretene Geisteshaltung an dem übernommenen Lehrstuhl eine Tradition hatte und von den Studenten nach Oppenheimer geradezu erwartet wurde. „Wer einmal gelernt hat, dort zu zweifeln und zu fragen, wo die Normen es verbieten, kann grundsätzlich nie wieder aufhören.“ (Oppenheimer: System der Soziologie. Band I, S. 539.)

#### Die Gesellschaft und ihre Bewegungsgesetze
Die Soziologie definierte Oppenheimer als Lehre von der Gesellschaft und den Gesetzen ihrer Bewegung. Um diese Gesetze zu entdecken, hat alle Soziologie „auszugehen von den menschlichen Bedürfnissen. Denn die Gesellschaft ist nichts anderes als das kleinste Mittel zur möglichst vollkommenen Befriedigung der Bedürfnisse ihrer Mitglieder.“
Die Bedürfnisarten findet man seit Maslow in Pyramidenform dargestellt. Dahinter verbergen sich Triebe oder rein biologische Notwendigkeiten zur Sicherung des eigenen Überlebens oder des Überlebens der eigenen Art.
Bis zu diesem Punkt unterscheidet sich der Mensch nicht vom Tier. Erst durch die Art der organisierten Bedürfnisbefriedigung in gesellschaftlicher Form entsteht das soziologisch interessante Gebilde. Hier versucht Oppenheimer nun verschiedene Gesellschaftsformen zu typisieren und untersucht den Verlauf ihrer Entwicklung auf Übereinstimmungen und Gesetzmäßigkeiten.
Eine grundlegende Typisierung ergibt sich aus der Unterscheidung der zwei grundsätzlich entgegengesetzten Mittel, die der Mensch hat, „um sich die Güter zu beschaffen, deren er bedarf. Das eine Mittel ist die eigene Arbeit an der Natur und auf höherer Stufe der als äquivalent betrachtete Austausch seiner Arbeitserzeugnisse gegen Fremde. Weil es sich hier um die beiden Tätigkeiten handelt, die die Wirtschaftsgesellschaft begründen, habe ich dieses Mittel das ‚ökonomische Mittel‘ genannt.“
Durch die Vereinigung der Wirtschaftssubjekte entsteht eine Wirtschaftsgesellschaft. Ihre Organisation basiert auf produktiver Arbeit und wertgleichem Tausch. Eine Beziehung zwischen Räuber und Beraubten begründet dagegen keine Gesellschaft, sondern ein Herrschaftsverhältnis, wie es in seiner Urform verkörpert wird durch die Entstehung des Staates.
„Das zweite Mittel, dessen sich der Mensch bedient, um sich die Güter zu beschaffen, ist die unentgoltene Aneignung durch Gewalt, und zwar durch körperliche Gewalt oder den Missbrauch geistlicher Gewalt durch Patriarchen und Priesterschaften. Dieses Mittel habe ich als das ‚politische Mittel‘ bezeichnet. Warum »politisches Mittel«? Weil es im internationalen und im intranationalen Leben alle Politik beherrscht. Der Urtypus aller internationalen Beziehungen ist der Krieg, und der hatte oft genug zwar einen anderen Vorwand, aber wohl kaum jemals einen anderen Grund als die Bereicherung einer Nation auf Kosten der anderen, oder die Abwehr eines solchen Bestrebens. (…) Vor allem aber beherrscht das politische Mittel auch das wichtigere intranationale Leben durchaus. Es hat den Staat geschaffen. Der Staat ist nichts anderes als das politische Mittel in seiner Entfaltung.“
Alle Entwicklungsstufen gesellschaftlicher Organisation lassen sich nach Oppenheimer in drei Phasen einordnen:
- die genossenschaftlichen Urgesellschaften
- die Entstehung des Staates durch erobernde Gewalt
- den langen Prozess der Rückeroberung des Staates durch die neu sich bildende Gesellschaft.

Die Überwindung der Klassengegensätze und Ausbeutungsmechanismen ist nach Oppenheimer ein über Jahrhunderte sich hinweg ziehender Prozess. Die einzelnen Zwischenstufen können nicht übersprungen werden, weswegen er die – auf marxistischen Lehren beruhenden – Aufrufe zum Klassenkampf bis hin zur revolutionären Neuerfindung von Staat und Gesellschaft nach anderen Regeln als wenig aussichtsreich ablehnte. Gäbe es in ausreichendem Maße soziologische Aufklärung, könnte die Wissenschaft als Geburtshelfer die benötigte Zeit für die einzelnen Entwicklungsschritte nach Oppenheimer verkürzen. Dieser Hoffnung stünde andererseits entgegen, dass die herrschenden Eliten einer Gesellschaft, zu denen auch die Wissenschaft als geistig-ideologischer Überbau gehört, nur in Zeiten besonderer Krisen für Veränderungen offen sind und somit selbst vorhandenes Wissen nur wirksam werden kann, wenn eine Zeit mit entsprechender Konstellation danach verlangt.

#### Soziologie als Kunstlehre
Wenn es in einer Gesellschaft Phänomene gibt, die von weiten Teilen der Bevölkerung als „Problem“ bewertet werden, führt dies in der öffentlichen Diskussion oft zu der Frage, durch welche erzieherischen Maßnahmen (s. a. Edukationseffekt) das „Schlechte“ im Menschen beeinflusst werden kann.
Die Frage nach dem „Guten“ oder „Bösen“ im Menschen ist vom Standpunkt der Soziologie aus betrachtet nach Oppenheimer falsch gestellt. Sie müsste stattdessen lauten: „Kann man eine Gesellschaft auf solche Grundlagen stellen, dass jeder Einzelne durch sein Eigeninteresse überall zu einer Handlungsweise getrieben wird, die mit dem Gesellschaftsinteresse solidarisch ist? Wenn ja, dann brauchen wir uns um Vorstellungen und Wertungen nicht mehr zu sorgen.“ (Oppenheimer, System, Bd.I, S. 676)
Oppenheimer erforschte auf der einen Seite wie ein Naturwissenschaftler die Gesetze menschlichen Handelns auf den Ebenen des Individuums, der Gruppe und der Gesellschaft. Auf der anderen Seite war er der Ansicht, dass die gewonnenen Erkenntnisse nicht nur zur wissenschaftlichen Erklärung von Vergangenem und zur Prognose von Zukünftigem genutzt werden könnten, sondern ebenso – wie vergleichsweise in den Ingenieurwissenschaften – zur Konstruktion funktionierender Systeme. Die von Oppenheimer beschriebene Kunst der sozialen Organisation (ebenda, S. 676) darf allerdings nicht falsch verstanden werden als sozial-technokratischer Neu-Entwurf einer Gesellschaftsordnung vom Schreibtisch aus, sondern zielt mehr auf Strategien zur Beseitigung der Ursachen von Störungen, die vorhandene Systeme mit ihren Regelungen historisch bedingt in sich tragen.
Die Lösung der sozialen Fragen sah Oppenheimer politisch nicht in einer Betonung der Klassengegensätze, wie es der von Karl Marx geforderte Klassenkampf zum Ziel hatte. Oppenheimer zog es vor, geleitet durch die Prinzipien der Kantschen Ethik und den Analysen des ihn stark beeinflussenden Karl Rodbertus, den ökonomisch fundierten vorhandenen Klassengegensätzen das Fundament zu entziehen und somit auch die Sozialbeziehungen zu verändern. Er sah nicht den Kampf als Triebfeder der gesellschaftlichen Evolution, sondern das Bestreben zur (Selbst-)Heilung der Gesellschaft durch Ausstoßung der ursprünglichen Gewalt (Noxe) und der daraus entstandenen Rechtsinstitutionen aus dem Gesellschaftskörper.

#### Herrschaftssoziologie
Im Gegensatz zur Soziologie Max Webers, der „Herrschaft“ als Durchsetzung eines (personalen) Machtverhältnisses verstand, betont Oppenheimer die ursprünglich dichotome Typologie Otto von Gierkes und bezeichnet Herrschaft als Beziehung zwischen zwei rechtsungleichen sozialen Klassen. Herrschaft ist demnach eine vertikale Sozialbeziehung, Genossenschaft eine horizontale Sozialbeziehung.

### Volkswirtschaftslehre
Seine volkswirtschaftliche Theorie ist weder der Historischen Schule des Gustav von Schmoller noch der Grenznutzenschule des Carl Menger oder dem Liberalismus seiner Zeit zuzuordnen.
Nach Oppenheimer ist die Volkswirtschaftslehre unserer Zeit durch bestimmte Unzulänglichkeiten geprägt. So geht sie von einer (ahistorischen) Anfangsverteilung der Güter aus, um daraufhin die Tauschvorgänge technisch und psychologisch zu erklären (Produktion und Preisbildung). Woher aber diese Anfangsverteilung kommt, kann weder die Theorie der Grenzproduktivität noch die Theorie der ursprünglichen Akkumulation erklären. Die Ursachen der Vermögensverteilung und Einkommensverteilung bleiben letztlich unerklärt, was der Volkswirtschaftslehre bei Oppenheimer und seinen Anhängern den Ruf einbrachte, realitätsfremde Theoriegebäude zu errichten. Genau genommen ist sie durch bestimmte Weg-Sichten nur unvollständig (true, but partial). Oppenheimers Theorie untersucht genau diese blinden Flecken der Ökonomie. Zentrale Frage war ihm nicht, warum der Einzelne seine ökonomische Freiheit finden kann, sondern warum es die Masse nicht kann. Sein System der Soziologie will die „geschichtssoziologische“ Entstehung der gewaltsamen Aneignung und des Staates sowie die Formation des politischen Mittels aufzeigen. Durch das politische Mittel etablieren sich Monopole. Oppenheimer unterscheidet zwischen dem personalen Monopol und dem Klassenmonopol.
Dabei entwickelt er eine eigene Denkrichtung. Sie gründet in der von ihm herausgearbeiteten Möglichkeit der Überwindung des politischen Mittels hin zur vollen Entfaltung des ökonomischen Mittels, d. h. der Herstellung von freiem Wettbewerb unter Gleichen. Oppenheimer integriert den Erkenntnisgewinn des Liberalismus (Adam Smith) und die Lösung der Sozialen Frage. Mit seinen Theorien relativiert er (oder will relativieren) die Werke von David Ricardo, Karl Marx, Joseph Schumpeter, John Maynard Keynes und anderer Ökonomen.

### Genossenschaftsidee

#### Gesetz der Transformation
Das Oppenheimersche Transformationsgesetz gehörte in der Nachkriegsliteratur des Genossenschaftswesens zu seinen am häufigsten zitierten Aussagen. Wie Kruck (1992 und 1997) gezeigt hat, wurde die Aussage Oppenheimers jedoch völlig sinnentstellt verwendet. Das Transformationsgesetz bei Oppenheimer besagt, dass produzierende Genossenschaften in einem kapitalistischen Umfeld unmöglich jeden aufnehmen können, der Arbeit nachsucht. Sie müssen sich nach außen abschließen oder gehen unter.
Als das Transformationsgesetz 1896 formuliert wurde, forderten die Genossenschaftler von allen Genossenschaften die prinzipielle Offenheit für Neumitglieder. Oppenheimer zeigte auf, dass dies im gewerblich-produzierenden Bereich unmöglich ginge, während die Aufnahmefähigkeit der von ihm favorisierten Siedlungsgenossenschaft deutlich höher eingeschätzt wurde.

#### Palästina
Franz Oppenheimer begründete mit Salomon Dyk 1911 in Palästina, südlich von Nazareth, die Agrargenossenschaft Merchawia. Das Projekt hatte von Anfang an einen schweren Stand und zerfiel nach einiger Zeit wirtschaftlich und organisatorisch. Bauten und Infrastruktur wurden von einer marxistisch orientierten Kwuza übernommen.

## Bedeutung der Lehre
Oppenheimer bildet eine Brücke zwischen sehr unterschiedlichen Schulen, was ihm zu seiner Lebenszeit zwar lebhafte Diskussion, aber von Seiten keiner Schule Würdigung einbrachte. Die Anhänger seiner Lehre sind der Meinung, dass der Wert seiner Lehre noch nicht einmal im Ansatz erkannt wurde. So entwickele er eine Denkweise, die jede herrschende Klasse oder alle, die mit politischen Mitteln an die Herrschaft gelangen wollen, in Unruhe versetzen muss, da er ein praxisbewährtes Konzept zur Überwindung der Herrschaftsverhältnisse entworfen habe (Siedlungsgenossenschaft).
Seine Werke wurden 1933 in Deutschland verboten und eingezogen. Damit wird auch erklärt, dass er nahezu nicht mehr sichtbar ist, obwohl seine Arbeiten nach Meinung seiner Anhänger für die Lösung der sozialen Frage aktuell sind. Ein Teil der Werke wurde in den letzten Jahren neu zusammengetragen und wartet auf die Wiederentdeckung.
Die Art, wie er die sozialen Verhältnisse seiner (und unserer) Zeit grundlegend in Frage stellt und analysiert und sie dann einer unspektakulären und konsequenten Lösung zuführt, ist nach Meinung seiner Anhänger der eigentliche Wert seiner wissenschaftlichen Methode, die er durch gewissenhafte Deduktion und mit der Disziplin eines Naturwissenschaftlers durchführte. Dieser Strenge Oppenheimers ist es geschuldet, dass er jeden Sophismus ablehnte, wie er ihn in der Ökonomie und Soziologie häufig entdeckt haben soll.
Oppenheimer vertrat zeitlebens eine Theorie, die er „liberalen Sozialismus“ nannte. Insbesondere in seinen Büchern Weder Kapitalismus noch Kommunismus (1932) und Weder so noch so. Der dritte Weg (1933) vertrat er die Auffassung, dass es unter bestimmten politischen Rahmenbedingungen (insbesondere einer funktionierenden Demokratie) möglich sei, den Sozialismus durch Schaffung freier Konkurrenz mit Mitteln des Liberalismus herbeizuführen. Er lehnte Anarchismus und den revolutionären Sozialismus als eine unnötig pessimistische Haltung ab. Die Institution Staat würde durch die Einführung und beständige Ausweitung der Demokratie einem radikalen Wandel unterzogen. Denn nach Oppenheimers Unterwerfungstheorie war der Staat ursprünglich als ein Instrument zur Unterwerfung der Besiegten unter die Sieger entstanden, die Demokratie zwinge die Politik jedoch, eine humanistische Seite zu zeigen. So wandele sich der Staat nach und nach von einem Instrument der Unterdrückung zu einem Instrument gemeinsamer Verwaltung. Oppenheimers Idealvorstellung war ein Staat, in dem es keine Klassen oder zumindest keine Klasseninteressen mehr gibt und in dem sich die Verwaltung ganz allein auf die Wahrung des öffentlichen Interesses konzentriert.
Oppenheimer zählt zu den Vordenkern der Sozialen Marktwirtschaft. Zu seinen Schülern zählten Ludwig Erhard und Walter Eucken. Auch Franz Böhm und Alexander Rüstow gehörten zu Oppenheimers Diskussionskreis. Anders als Oppenheimer konnte sich Ludwig Erhard eine Wirtschaft ohne Privateigentum nicht vorstellen. Doch von den Werten des „sozialen Liberalismus“ Erhards, des Wettbewerbs, der sozialen Verantwortung, des Kampfes gegen Kartelle und Monopole, des Abbaus von Handelsschranken, des freien Geld- und Kapitalverkehrs und die Vorstellung von einem vereinten Europa (dem „Europa der Freien und Gleichen“) lässt sich einiges auf den Einfluss Oppenheimers zurückführen. Ludwig Erhard erklärte in einer Gedenkrede (1964):

„Etwas hat mich so tief beeindruckt, daß es für mich unverlierbar ist, nämlich die Auseinandersetzung mit den gesellschaftspolitischen Fragen unserer Zeit. Er erkannte den »Kapitalismus« als das Prinzip, das zur Ungleichheit führt, ja das die Ungleichheit geradezu statuiert, obwohl ihm gewiß nichts ferner lag als eine öde Gleichmacherei. Auf der anderen Seite verabscheute er den Kommunismus, weil er zwangsläufig zur Unfreiheit führt. Es müsse einen Weg geben - einen dritten Weg -, der eine glückliche Synthese, einen Ausweg bedeutet. Ich habe es, fast seinem Auftrag gemäß, versucht, in der Sozialen Marktwirtschaft versucht, einen nicht sentimentalen, sondern einen realistischen Weg aufzuzeigen.“

## Mit Oppenheimer verbundene Personen

### Doktoranden mit Promotionsthema
- 1921: Ernst Bodien: Siegfried Budge’s Theorie vom Kapitalprofit
- 1923: Erich Preiser: Die Marxsche Krisentheorie und ihre Weiterbildung. Darstellung und Kritik
- 1925 Ludwig Erhard: Wesen und Inhalt der Werteinheit

### Habilitanden mit Habilitationsthema
- Siegfried Budge[19]

### Assistenten am Lehrstuhl Oppenheimers
- Walter Ackermann (1889–1978), Prof. für Pädagogik in Deutschland
- Kurt Goldstein (1878–1965), Prof. für Psychologie in Deutschland und USA
- Julius Kraft (1898–1960), Prof. für Philosophie und Soziologie in Holland, USA und Deutschland
- Fritz Sternberg (1895–1963), Assistent 1919–1923, marxistischer Ökonom und Politiker

### Bekannte Studenten Oppenheimers
- Gerhard Colm (1897–1968), Prof. für Finanzwissenschaft in Deutschland
- Ludwig Erhard (1897–1977), Bundeswirtschaftsminister und Bundeskanzler (CDU)
- Eduard Heimann (1889–1967)
- Adolph Lowe (1893–1995), Prof. für Ökonomie in Deutschland und USA
- Erik Nölting (1892–1953), Wirtschaftsminister in Nordrhein-Westfalen (SPD)
- Erich Preiser (1900–1967), Prof. für Ökonomie in Deutschland
- Adolf Reichwein (1898–1944), Reformpädagoge, Wirtschaftswissenschaftler und Politiker (SPD)
- Kurt Rosenfeld (1877–1943), Politiker und Anwalt (SPD)[19]
- Gottfried Salomon-Delatour (1892–1964), Prof. für Soziologie in Deutschland, Frankreich und USA
- Joachim Tiburtius (1889–1967), Senator für Volksbildung in Berlin
- Paul Tillich (1886–1965), Prof. für Philosophie und Theologie in Deutschland und USA

### Personen, die sich wissenschaftlich auf Oppenheimers Schriften bezogen
- Walter Eucken (1891–1950), Prof. für Ökonomie in Deutschland
- Paul Lüth (1921–1986), Allgemeinarzt, Prof. für Sozialmedizin in Deutschland (so u. a. in Gerechtigkeit ohne Gericht. Rowohlt 1981)
- Alexander Rüstow (1885–1963), Prof. für Sozialwissenschaften und Ökonomie in Deutschland und der Türkei
- Frieda Wunderlich (1884–1965), Prof. für Soziologie und Sozialpolitik in Deutschland und den USA
- Murray N. Rothbard (1926–1995), US-amerikanischer Ökonom und politischer Philosoph, Vordenker des Libertarismus und Anarchokapitalismus

### Weggefährten
- Leonard Nelson (1882–1927)
- Gottfried Salomon-Delatour (1892–1964)

## Ehrungen
2013 wurde in Frankfurt am Main ein Studierendenwohnheim der FDS gemeinnützigen Stiftung, das Franz-Oppenheimer-Haus, nach ihm benannt.

## Ausstellungen
- Der Soziologe und Nationalökonom Franz Oppenheimer (1864–1943). Eine Ausstellung historischer Photographien, Campus Westend, Goethe-Universität, Frankfurt am Main.[21]

## Werke
Franz Oppenheimer schuf ein umfangreiches Werk, bestehend aus zirka 40 Büchern und rund 400 Aufsätzen, mit Schriften zur Soziologie, Ökonomie und zu politischen Fragen der Zeit.
- Bibliografie

### Bücher (Auswahl)
- Freiland in Deutschland. W.F. Fontane, Berlin 1895.
- Die Siedlungsgenossenschaft. Versuch einer positiven Überwindung des Kommunismus durch Lösung des Genossenschaftsproblems und der Agrarfrage. () Duncker & Humblot, Leipzig 1896.
- Der Staat. 3. Auflage, 1929.
- Mein wissenschaftlicher Weg. In: Die Volkswirtschaftslehre der Gegenwart in Selbstdarstellung. Band 2. Hrsg. Felix Meiner. Meiner, Leipzig 1929, S. 69–116.
- Gesammelte Schriften, hrsg. von Julius H. Schoeps, Alphons Silbermann, Hans Süssmuth, Redaktion Elke-V. Kotowski,  Akademie-Verlag, Berlin, 1995–1998

1. Theoretische Grundlegung. 1995, ISBN 3-05-002673-1.
2. Politische Schriften. 1996, ISBN 3-05-002876-9.
3. Schriften zur Marktwirtschaft. 1998, ISBN 3-05-003156-5.

Belletristik
- Sprung über ein Jahrhundert. Veröff. unter dem Pseudonym Francis D. Pelton. Hrsg. Claudia Willms; Vorw. Klaus Lichtblau. Quintus-Verlag, Berlin 2017, ISBN 978-3-947215-01-0. (Utopischer Roman)

### Schriften
- Staat und Gesellschaft. In: Handbuch der Politik, Berlin und Leipzig, 1914.

### Herausgeberschaften
- Zusammen mit Otto Meyerhof und Minna Specht: Abhandlungen der Fries’schen Schule – Neue Folge. Begründet von Gerhard Hessenberg und Leonard Nelson. Fünfter Band 1. Heft 1929, 2. Heft 1930, 3. Heft 1932, 4. Heft 1933; Sechster Band 1. Heft 1933, 2. Heft 1935. (An die Stelle von Oppenheimer als Mitherausgeber trat für die letzten beiden, 1937 erschienenen Hefte dieses letzten Jahrgangs der Abhandlungen Grete Hermann.)